# Børge Brende
Børge Brende (født 25. september 1965 i Odda) er formand for World Economic Forum og tidligere politiker for Høyre. Han kommer fra Trondheim. Brende var medlem af Stortinget valgt i Sør-Trøndelag 1997-2009, miljøminister 2001-2004, erhvervs- og handelsminister 2004-2005 og udenrigsminister 2013-2017.
Brende havde orlov fra hvervet som stortingsmedlem for at være direktør i World Economic Forum 2008.2009. Han var derefter generalsekretær i Norges Røde Kors 2009-2011 og administrerende direktør i World Economic Forum 2011-2013.
Fra 20. oktober 2017 er Brende leder af World Economic Forum med hovedsæde i Genève. Brende er fra 2018 også bestyremedlem i Harvard Universitys International Negotiation Program og Bilderberggruppen.
Børge Brende er uddannet cand.mag. i historie.

## Karriere
Brende var politisk sekretær i Unge Høyre i 1985, og 1. næstformand fra 1986 til 1988. Politisk rådgiver for Høyre-leder Rolf Presthus og Høyres stortingsgruppe fra 1986 til 1987, og leder i Unge Høyre fra 1988 til 1990. Brende arbejdede i perioden 1990 til 1992 som økonomisk chef i Brende-entreprenør AS. Han var næstformand i Europabevegelsen fra 1991 til 1992. Fra 1991 til 1997 var han medlem af Trondheim formandskab, gruppeleder for Høyres bystyregruppe i Trondheim. Medlem i plan- og bygningsrådet og lønnings- og administrationsudvalget i Trondheim fra 1992 til 1997. 1. næstformand i Høyre fra 1994 til 1998.
Han blev indvalgt til Stortinget fra Sør-Trøndelag i 1997, og genvalgt i 2001 og 2005. Han var suppleant i perioderne 1989-1993 og 1993-1997. Brende har været medlem af finanskomiteen og 1. næstformand i energi- og miljøkomiteen.
Brende var fra 2001 til 2004 miljøminister i Regeringen Kjell Magne Bondevik II. Fra 2004 til 2005 var han erhvervs- og handelsminister i samme regering. Han blev tildelt storkorset af Republikken Italiens fortjenesteorden i 2004, og blev han udnævnt til kommandør af St. Olavs Orden.
Han har også været bestyrelsesmedlem i Afghanistanhjelpen, leder af PD Burma (internationalt parlamentarikernetværk for fremning af demokrati i Burma), og var leder af FNs kommision for bæredygtig udvikling i perioden 2003-2004. Brende er næstformand i China Council, et rådgivende organ for den kinesiske regering i miljøspørgsmål. Ved årsskiftet 2005-2006 blev Brende nævnt som en mulig efterfølger efter partileder Erna Solberg af Jens Petter Ekornes og Anne Kathrine Slungård; dette var imidlertid ikke drøftet med Brende, og han afviste påstandene.
Fra januar 2008 var Brende managing director i World Economic Forum i Genève. Det vagte stærke reaktioner at Brende tog jobbet samtidig med, at han var valgt som stortingsrepræsentant.
Sommeren 2009 tiltrådte han som generalsekretær i Norges Røde Kors.